# Assedio del Commissariato di Viareggio
L'assedio del Commissariato di Viareggio è stata una sommossa contro la polizia di stato che ebbe luogo a Viareggio il 3 febbraio 1967 a seguito di atti di brutalità poliziesca durante una manifestazione studentesca, che si colloca nell'ambito della contestazione giovanile e che anticipa i successivi moti del Sessantotto.

## Eventi

### Mattina
La mattina del 3 febbraio 1967 un corteo di circa 1000 studenti delle scuole superiori di Viareggio manifestò contro la riforma proposta da Luigi Gui. 
La polizia seguì il corteo e, ad un certo punto, quattro agenti malmenarono uno studente causando piccoli tafferugli durante i quali un agente venne ferito. 
Calmatasi la situazione, il corteo ripartì ma, una volta giunto di fronte al commissariato, alcuni agenti prelevarono l'allora studente Milziade Caprili, che era uno dei capi della manifestazione studentesca. 
Gli studenti inscenarono allora un sit-in per ottenerne il rilascio, ma la polizia rispose caricandoli. 
Si innescò quindi una sassaiola alla quale seguirono cariche della polizia, che causarono diversi feriti, tra i quali alcuni politici e sindacalisti locali che si erano uniti ai manifestanti. Vennero inoltre eseguiti vari fermi. La situazione venne riportata alla calma dall'intervento di alcuni professori che mediarono con la polizia per il rilascio dei fermati e il corteo si disperse.

### Pomeriggio
La locale Camera del Lavoro proclamò lo sciopero in solidarietà agli studenti e l'Associazione commercianti chiese ai propri aderenti di chiudere le attività in segno di sostegno ai manifestanti. Il sindaco stesso prese parte alla riunione che si svolse presso la Camera del lavoro.
Un nuovo corteo composto da diverse migliaia di studenti, lavoratori e studenti universitari provenienti da Pisa si recò di fronte al commissariato ponendolo in stato di assedio. 
In città vennero inviati i reparti mobili e intervennero i questori di Lucca e Pisa i quali si impegnarono per una soluzione pacifica della manifestazione promettendo il trasferimento del commissario. 
Gli ultimi manifestanti vennero dispersi intorno alle 23 con bombe lacrimogene.

## Esiti
Il Commissario Antonio Di Mambro venne trasferito ad altro incarico. 
I fatti vennero discussi in un consiglio comunale e in uno provinciale straordinari. Vennero effettuate delle interrogazioni parlamentari dagli onorevoli Francesco Malfatti (PCI), Maria Eletta Martini e Loris Biagioni (DC).
Milziade Caprili, già membro della Federazione Giovanile Comunista Italiana all'epoca dei fatti, intraprese in seguito la carriera politica.